# نیک سانتورا

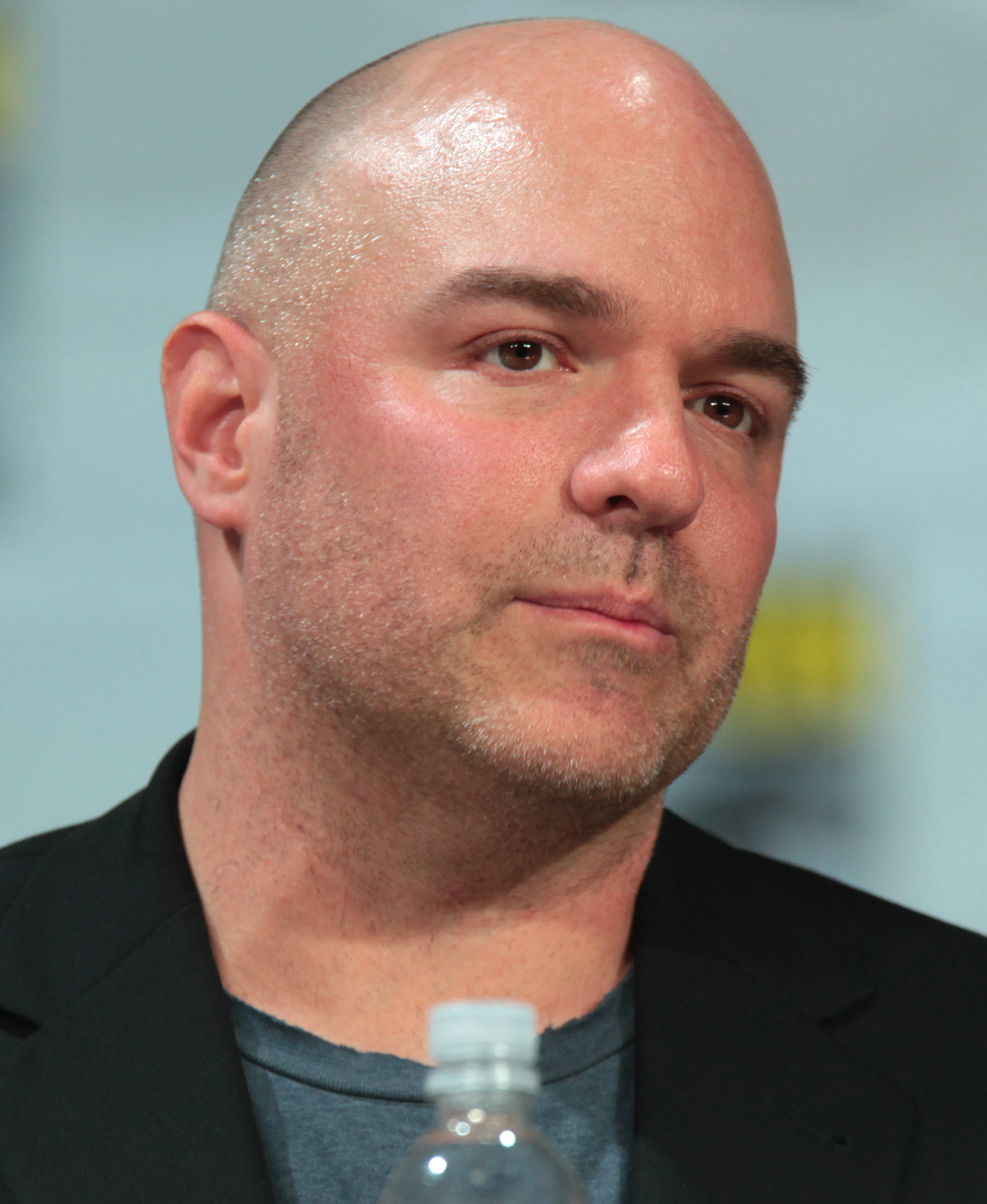
نیک سانتورا، تهیه‌کننده و نویسندهٔ آمریکایی - ۲۰۱۴

نیک سانتورا (به انگلیسی: Nick Santora) تهیه‌کننده و نویسنده آمریکایی است.وی در کویینز نیویورک به دنیا آمده‌است. از مدرسهٔ وکالت کلمبیا فارغ‌التحصیل شده و برای شش سال وکالت کرده‌است. بعد از آن به کار نویسندگی و تهیه‌کنندگی مشغول شد.

او در جشنواره جهانی فیلم ایندیپندنت، جایزه بهترین فیلم‌نامه‌نویس را برد.او تهیه‌کننده و نویسنده‌ی سریال‌های سوپرانوز، نگهبان، قانون و نظم، فرار از زندان بوده‌است. هچنین وی به عنوان توسعه دهنده سریال اسکورپین نیز فعالیت داشته است.

## کارنامه
- فرار از زندان:نویسنده ۱۵ قسمت فصل‌های ۱-۴
- قانون و نظم:نویسنده و تهیه‌کننده ۱۹ قسمت
- سوپرانوز:نویسنده قسمت چهل و ششم
- نگهبان:نویسنده ۱۲ قسمت فصل های ۲ و ۳
- اسکورپین:توسعه دهنده